# Burggen
Burggen ist eine Gemeinde im oberbayerischen Landkreis Weilheim-Schongau und Mitglied der Verwaltungsgemeinschaft Bernbeuren.

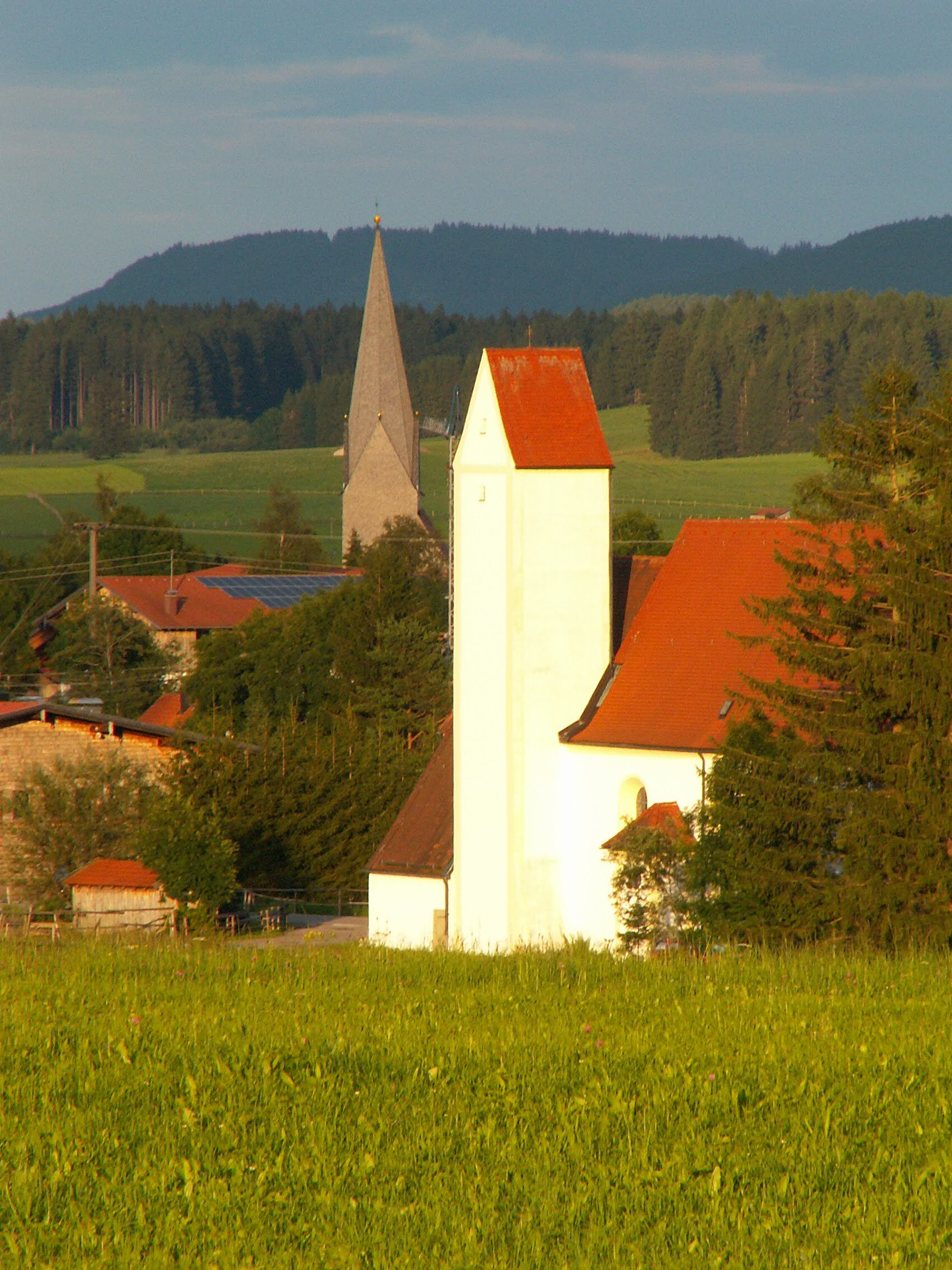
Burggen in der Abendsonne

## Geographie

### Lage
Die Gemeinde liegt im westlichen Teil des Landkreises im schwäbisch-bayerischen Grenzgebiet des Lechrain. Das bäuerlich gebliebene Hauptort befindet sich nahe dem ursprünglich erhaltenem Lech (Naturschutzgebiet „Litzauer Schleife“). Die Römerstraße Via Claudia Augusta, die dem Fernhandel von Augsburg nach Verona und Venedig diente, führt hindurch. 

### Gemeindeteile
Es gibt 12 Gemeindeteile (in Klammern ist der Siedlungstyp angegeben):
- Bernried (Einöde)
- Borzenwinkel (Einöde)
- Burggen (Pfarrdorf)
- Dessau (Einöde)
- Engenwies (Einöde)
- Forchenmühle (Einöde)
- Haslach (Dorf)
- Hausenried (Einöde)
- Rossau (Einöde)
- Steig (Einöde)
- Tannenberg (Pfarrdorf)
- Ziegler (Einöde)

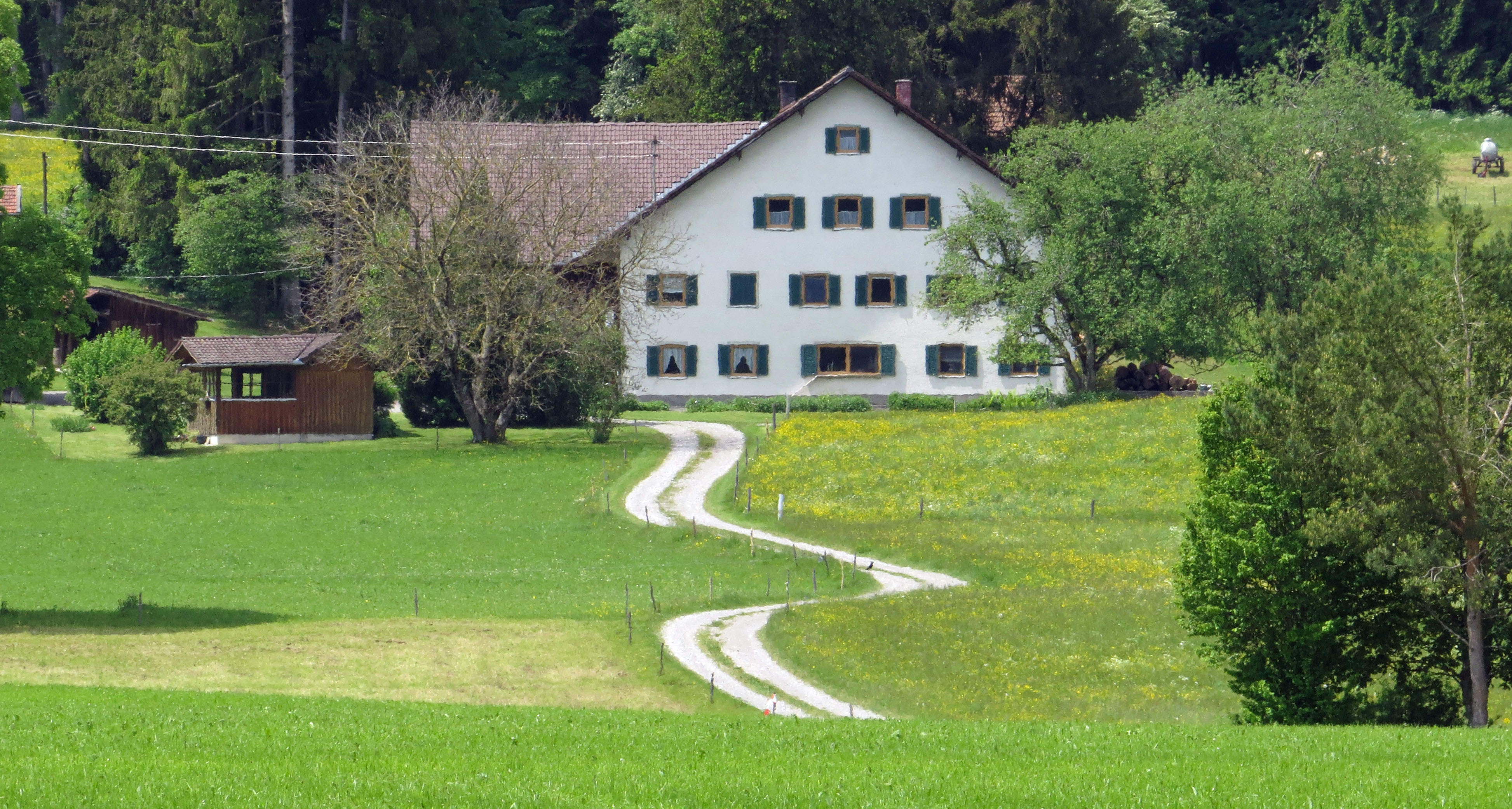
Bernried von Osten
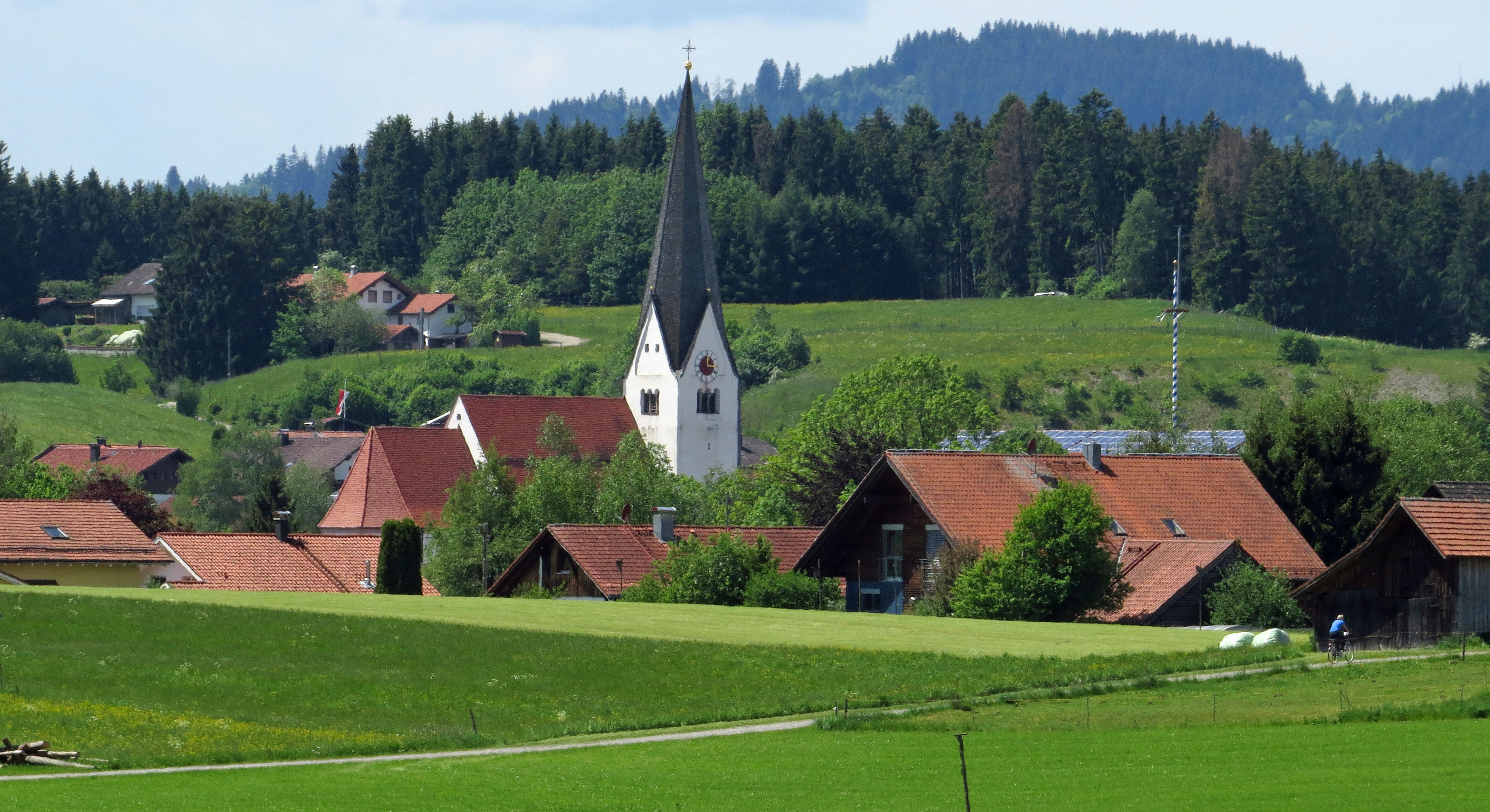
Burggen von Nordosten
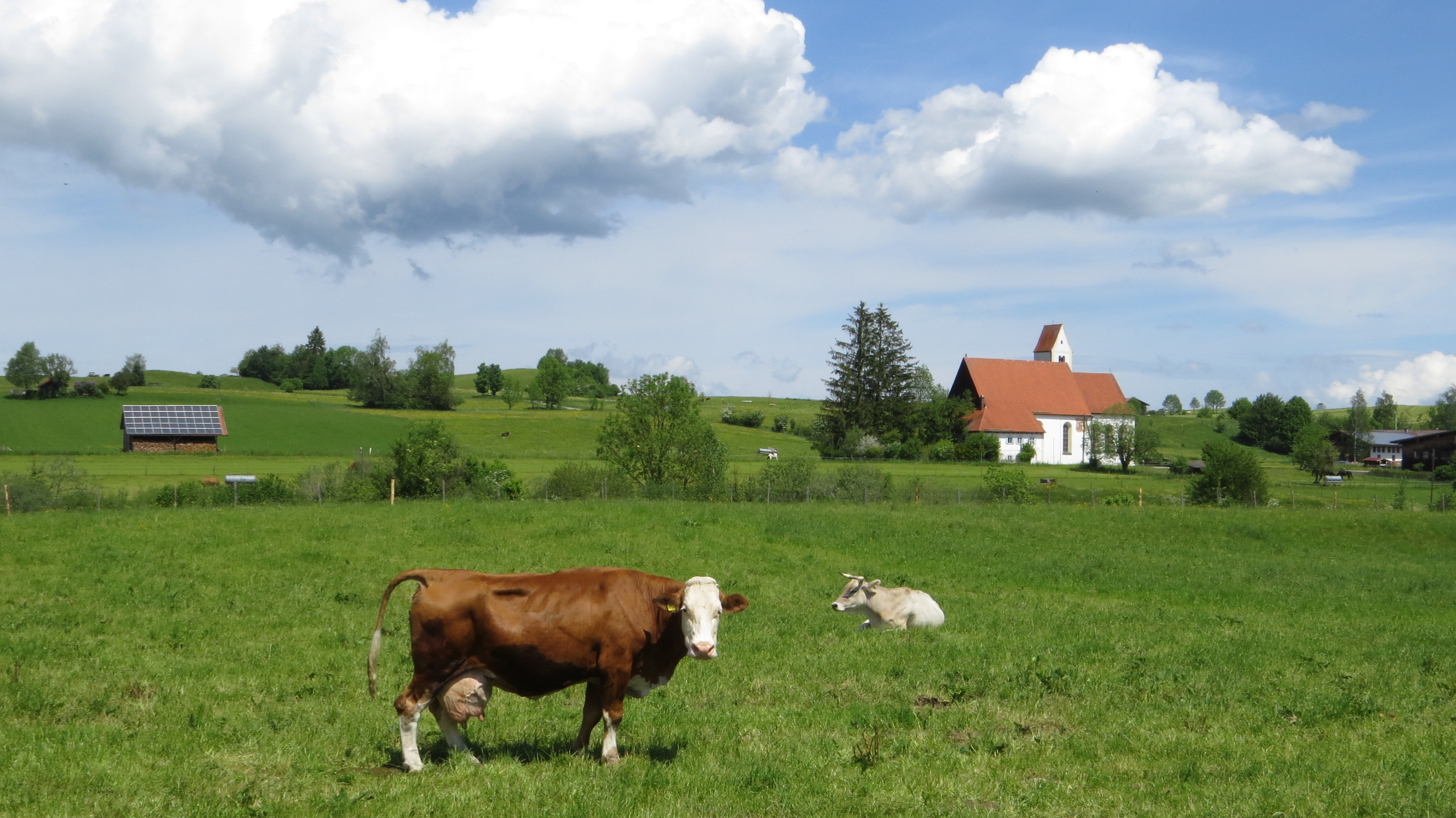
St. Anna bei Burggen
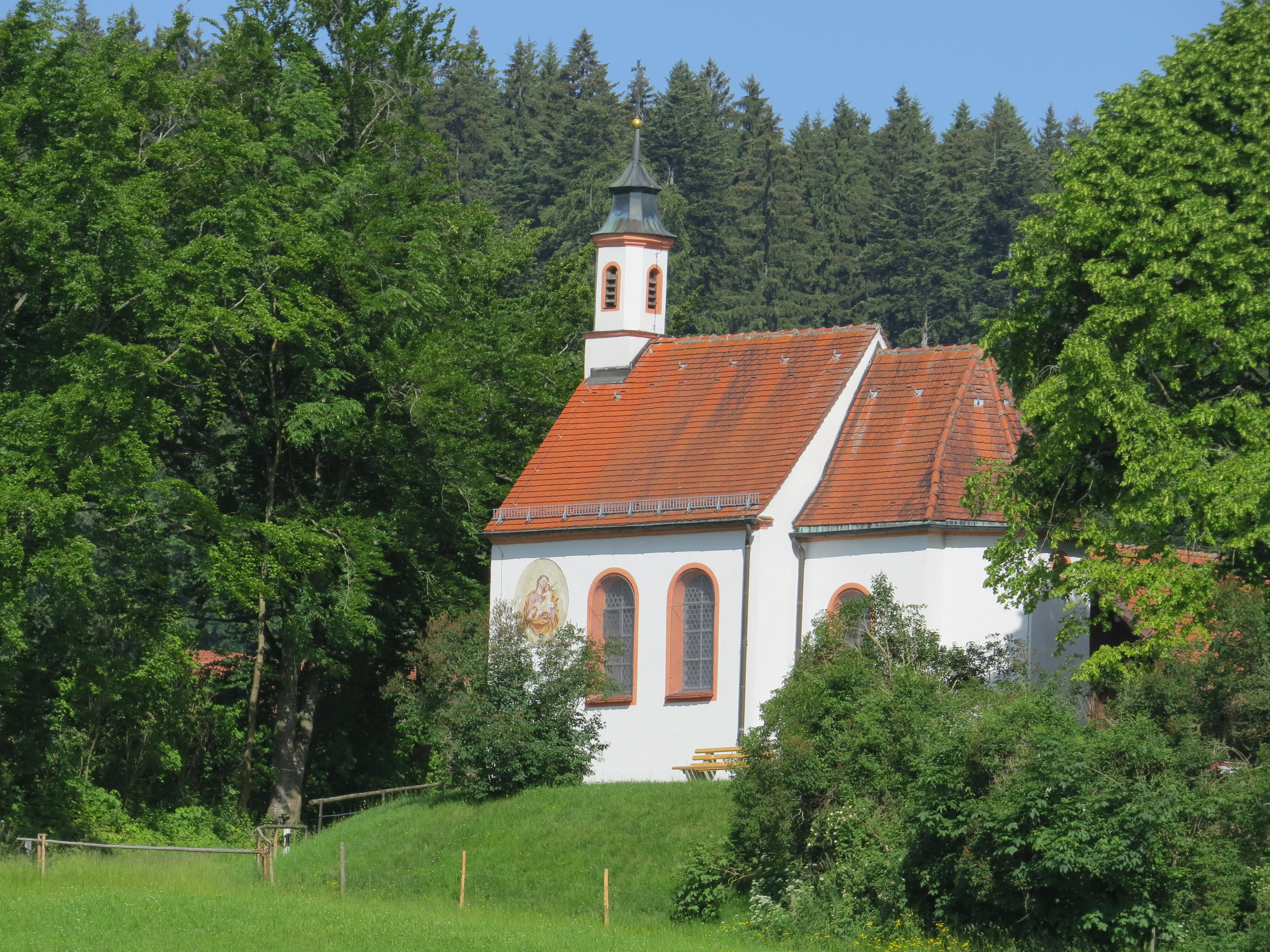
Kapelle in Tannenberg

## Geschichte

### Bis zur Gemeindegründung
Gräberfunde bezeugen eine erste Besiedelung um das Jahr 550. 
Der Ortsname wird 1188 erstmals erwähnt und dürfte von einer alemannischen Sippe namens Buro, Burin oder Buring abstammen. Daraus bildeten sich später Purgo, Burggau und dann Burggen. 
Im Jahr 1796 vernichtete ein verheerender Großbrand ganze Straßenzüge. Anschließend wurde der Ort wieder neu aufgebaut. Durch das Gemeindeedikt entstand 1818 die politische Gemeinde.

### Eingemeindungen
Im Zuge der Gebietsreform in Bayern wurden am 1. Mai 1978 Teile der aufgelösten Gemeinde Tannenberg eingegliedert.

### Einwohnerentwicklung
Zwischen 1988 und 2018 wuchs die Gemeinde von 1307 auf 1703 Einwohner bzw. um 30,3 %.

## Politik

### Bürgermeister
Berufsmäßige Erste Bürgermeisterin ist seit 11. Mai 2022 Sandra Brendl-Wolf (Freie Dorfgemeinschaft Burggen). Sie erhielt bei der Wahl am 8. Mai 2022 einen Stimmenanteil von 51,5 %. Ihr Vorgänger war seit Mai 2008 Josef Schuster (* 1953, Bürgerliste). Durch die Ungültigkeitserklärung der Wahl (Verwaltungsgericht München, 1. März 2021) führte 2. Bürgermeister Johann Welz ab 30. April 2021 bis zur Wahlwiederholung am 11. Juli 2021 die Geschäfte. Im Jahr 2022 musste Schuster aus gesundheitlichen Gründen zurücktreten. 
Im Januar 2022 entschied der Gemeinderat, dass ab der kommenden Bürgermeisterwahl der Erste Bürgermeister hauptamtlich anstatt bisher ehrenamtlich tätig sein soll.

### Auerbergland
Burggen ist Mitgliedsgemeinde des die Grenzen der Regierungsbezirke Schwaben und Oberbayern überschreitenden interkommunalen Zusammenschlusses Auerbergland.

### Wappen
| Wappen von Burggen | Blasonierung: „Im Zinnenschnitt geteilt von Silber und Blau mit einem Pfahl in verwechselten Farben, dem unten ein grüner Föhrenzweig aufgelegt ist.“ |
| Wappen von Burggen | Wappenbegründung: Der Zinnenschnitt ist ein heraldisches Burgsymbol, spielt auf den Ortsnamen an und versinnbildlicht die früheren Adelssitze in Burggen. Im 12. Jahrhundert sind die zur welfischen, dann staufischen Ministerialität gehörenden Herren von Burggen (Buringeu) nachweisbar. Danach sind bis Ende des 14. Jahrhunderts die bayerisch-schwäbischen Adelsfamilien der Schmiecher von Helmishofen und der Waal als Grund- und Gerichtsherren in Burggen bezeugt. Die Waal führten den Pfahl im Wappen. Die Teilung von Silber und Blau ist aus dem Wappen der Herren von Schmiechen abgeleitet, die seit dem 14. Jahrhundert zu den am reichsten begüterten Familien am Lechrain zählten (um 1600 ausgestorben). 1399 erwarb das Hochstift Augsburg die Besitzungen der Adelsfamilien und blieb Inhaber der Landeshoheit bis zum Ende des Alten Reichs 1803. Die Farben Silber und Blau weisen auch darauf hin, dass die Hohe Gerichtsbarkeit im Gemeindegebiet trotz der Zugehörigkeit zum Hochstift Augsburg bei den Herzögen bzw. Kurfürsten von Bayern lag. Der Föhrenzweig symbolisiert den Föhren-Schneeheide-Wald im Gemeindegebiet. Dieses Wappen wird seit 1969 geführt. |

### Gemeindepartnerschaften
- Seit 1991 existiert eine Partnerschaft mit der Gemeinde Nesmy in der Vendée im westlichen Frankreich.

## Kultur und Sehenswürdigkeiten

### Baudenkmäler
- Ensemble St.-Anna-Straße
- Pfarrkirche St. Stephan mit Figuren von Anton Sturm
- Ehemalige Wallfahrtskirche St. Anna im Feld mit einer Kassettendecke und Grisaillemalereien
- Pfarrkirche St. Oswald in Tannenberg, von 1814 bis 1826 im Empirestil errichtet
- St. Eligius (Burggen)

### Vereine und Veranstaltungen
13 Vereine sind im Ort tätig.
Am zweiten Sonntag im September veranstaltet Burggen alle zwei Jahre ein Heimatfest besonderer Art, den Rosstag. Hier werden über 300 Pferde der verschiedensten Rassen und Arten in allen möglichen Anspannungen sowie kulturhistorische Gerätschaften aus Landwirtschaft und Gewerbe als lebendes Museum gezeigt.

## Landwirtschaft
Die 2494 ha Gemeindegebietsfläche inkl. Privatbesitz wird überwiegend landwirtschaftlich genutzt, wobei die Landwirte ausschließlich Milchwirtschaft betreiben. Eine andere Nutzung ist aufgrund der Klima- und Bodenverhältnisse unrentabel.

## Tourismus
Es gibt viele markierte, leicht begehbare Rundwanderwege zum Fahrradfahren und Wandern. Durch die Lage im westlichen Pfaffenwinkel vor den bayerischen Bergen wird auch Fremdenverkehr betrieben.

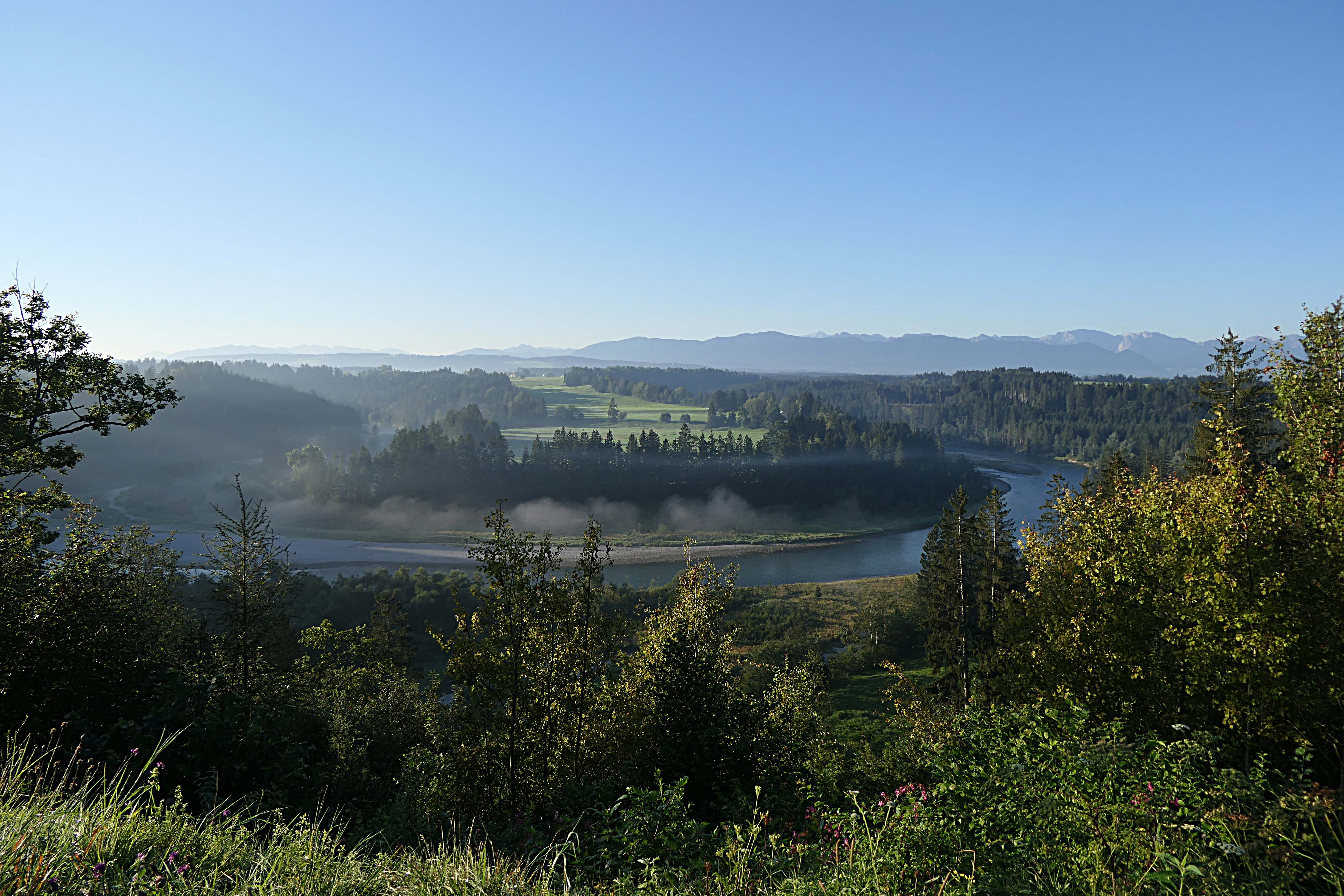
Litzauer Schleife des Lech bei Burggen

Burggen liegt auch am Fernradweg, der als Via Claudia Augusta entlang der gleichnamigen antiken Römerstraße verläuft. Der Lechradweg verläuft ebenfalls durch die Gemeinde.
Östlich von Burggen liegt die Litzauer Schleife des Lech.

## Persönlichkeiten
- Andreas Lang (* 1896 in Burggen; † 1948 in Augsburg), Mitbegründer der Christlich-Sozialen Union (CSU) und Mitglied des Bayerischen Landtages.